# Matheuzinho (calciatore 1997)
Matheuzinho, pseudonimo di Matheus Martins Fogaça de Paulo (Capivari de Baixo, 18 ottobre 1997), è un calciatore brasiliano, centrocampista del Vitória.

## Caratteristiche tecniche
Centrocampista offensivo molto rapido, può giocare anche largo sulla fascia.

## Carriera
Matheuzinho è cresciuto nel settore giovanile del Figueirense con cui ha debuttato il 4 marzo 2015 nell'incontro del Campionato Catarinense vinto 2-1 contro il Metropolitano. Ha segnato il suo primo gol 12 giorni più tardi, sempre contro il Metropolitano. Il 4 luglio 2016 ha debuttato in Série A sostituendo Jocinei al 70' dell'incontro pareggiato 1-1 contro l'Atlético Mineiro.
Nel 2018 è stato prestato all'Hercílio Luz per disputare il Campionato Catarinense. Al suo rientro ha giocato con la formazione Under-23 e nella stagione successiva è stato utilizzato con il contagocce. Nel 2020 ha lasciato definitivamente il club per passare a titolo definitivo al Caxias.
Il 20 ottobre 2022 si è trasferito all'Ypiranga-RS dove ha disputato il Campionato Gaúcho 2023, ed il 7 aprile successivo ha firmato con il Vitória, con cui ha vinto il campionato e conquistato la promozione in Série A.

## Statistiche

### Presenze e reti nei club
Statistiche aggiornate al 25 aprile 2024.
| Stagione        | Squadra         | Campionato      | Campionato | Campionato | Coppe nazionali | Coppe nazionali | Coppe nazionali | Coppe continentali | Coppe continentali | Coppe continentali | Altre coppe | Altre coppe | Altre coppe | Totale | Totale | Totale |
| Stagione        | Squadra         | Comp            | Pres       | Reti       | Comp            | Pres            | Reti            | Comp               | Pres               | Reti               | Comp        | Pres        | Reti        | Pres   | Reti   |        |
| --------------- | --------------- | --------------- | ---------- | ---------- | --------------- | --------------- | --------------- | ------------------ | ------------------ | ------------------ | ----------- | ----------- | ----------- | ------ | ------ | ------ |
| 2015            | Figueirense     | PD/SC+A         | 4+0        | 1          | CB              | 1               | 0               |                    | -                  | -                  |             | -           | -           | 5      | 1      |        |
| 2016            | Figueirense     | PD/SC+A         | 0+5        | 0          | CB              | 0               | 0               |                    | -                  | -                  |             | -           | -           | 5      | 0      |        |
| 2017            | Figueirense     | PD/SC+B         | 5+0        | 0          | CB              | 1               | 0               |                    | -                  | -                  | PL          | 1           | 0           | 7      | 0      |        |
| 2018            | Hercílio Luz    | PD/SC           | 12         | 1          |                 | -               | -               |                    | -                  | -                  |             | -           | -           | 12     | 1      |        |
| 2018            | Figueirense     | B               | 0          | 0          | CB              | 0               | 0               |                    | -                  | -                  |             | -           | -           | 0      | 0      |        |
| 2019            | Figueirense     | PD/SC+B         | 9+4        | 1+0        | CB              | 2               | 0               |                    | -                  | -                  |             | -           | -           | 15     | 1      |        |
| 2020            | Caxias          | PD/RS+D         | 0+11       | 0          | CB              | 0               | 0               |                    | -                  | -                  |             | -           | -           | 11     | 0      |        |
| 2021            | Caxias          | PD/RS+D         | 6+9        | 0          | CB              | 0               | 0               |                    | -                  | -                  |             | -           | -           | 15     | 0      |        |
| 2022            | Caxias          | PD/RS+D         | 11+17      | 1+3        | CB              | 0               | 0               |                    | -                  | -                  |             | -           | -           | 28     | 4      |        |
| 2023            | Ypiranga-RS     | PD/RS           | 12         | 1          | CB              | 2               | 0               |                    | -                  | -                  |             | -           | -           | 14     | 1      |        |
| 2023            | Vitória         | B               | 27         | 2          | CB              | 0               | 0               |                    | -                  | -                  |             | -           | -           | 27     | 2      |        |
| 2024            | Vitória         | A               | 12+2       | 0+1        | CB              | 0               | 0               |                    | -                  | -                  | CdN         | 6           | 0           | 20     | 1      |        |
| Totale carriera | Totale carriera | Totale carriera | 146        | 12         |                 | 6               | 0               |                    | -                  | -                  |             | 7           | 0           | 159    | 12     |        |

## Palmarès

### Club

#### Competizioni nazionali
- Campeonato Brasileiro Série B: 1

Vitória: 2023